# Ambassade du Gabon en France
L'ambassade du Gabon en France est la représentation diplomatique de la République gabonaise en République française. Elle est située à Paris et son ambassadrice est, depuis le 16 avril 2024, Marie-Édith Tassyla-Ye-Doumbeneny.

## Ambassade
Anciennement située 41 rue de la Bienfaisance dans le 8e arrondissement de Paris, l'ambassade est installée 26 bis avenue Raphaël depuis 2014.

## Consulats
Le Gabon dispose d'un consulat général à Paris et de quatre consulats honoraires situés à Bordeaux, Lyon, Marseille et Perpignan.

## Ambassadeurs du Gabon en France
| Date de nomination | Date de nomination | Date de remise des lettres de créance | Date de remise des lettres de créance | Ambassadeur                       |
| ------------------ | ------------------ | ------------------------------------- | ------------------------------------- | --------------------------------- |
| 1965               |                    |                                       |                                       | Georges Rawiri                    |
| ?                  |                    | 14 février 1991                       | [ JORF 1 ]                            | Sylvestre Oyouomi (en)            |
| ?                  |                    | 7 décembre 1994                       | [ JORF 2 ]                            | Honorine Dossou Naki              |
| ?                  |                    | 20 février 2002                       | [ JORF 3 ]                            | Jean-Marie Adzé (en)              |
| 6 juin 2008        | [ 5 ]              | 26 janvier 2009                       | [ JORF 4 ]                            | Félicité Ongouori Ngoubili        |
| ?                  |                    | 22 décembre 2011                      | [ JORF 5 ]                            | Germain Ngoyo Moussavou           |
| ?                  |                    | 13 octobre 2017                       | [ JORF 6 ]                            | Flavien Enongoué                  |
| ?                  |                    | 12 avril 2021                         | [ JORF 7 ]                            | Liliane Massala                   |
| ?                  |                    | 17 septembre 2024                     | [ JORF 8 ]                            | Marie-Édith Tassyla-Ye-Doumbeneny |